# Анкара
Анкара́ (тур. Ankara МФА: [ˈaŋkaɾa]о файле) — столица Турции. Население ила на 2024 год составило 5 864 049 человек; население самого города — 5 290 822 человека. Это второй город в стране по населению после Стамбула.

## Этимология
Город был основан в VII веке до н. э. под названием Анкира (греч. Ἄγκυρα, лат. Ancyra, рус. якорь). Термины «лангар» или «лянгар» с тем же значением часто встречаются в топонимах Центральной Азии и Ближнего Востока. Есть точка зрения, что город возник там, где остановилось переселявшееся кельтское племя галаты. Название длительное время употреблялось в форме Ангора, от которой образованы сохранившиеся русские понятия: ангорские козы, кошки, ангорская шерсть и т. п. После переноса в 1923 году в город столицы государства официально закрепилась современная фонетическая форма Анкара.

## География
Город расположен на Анатолийском плоскогорье у слияния рек Анкара и Чубук на высоте около 938 м над уровнем моря в центральной части страны. Расстояние до Чёрного моря составляет около 400 км, до Средиземного — 500 км.

### Климат
Климат в городе — переходный от умеренно континентального (Классификация климатов Кёппена: Dsa) к полузасушливому (Классификация климатов Кёппена: BSk), выражены 4 времени года. Лето жаркое и продолжительное, с большим перепадом суточных температур. Зима относительно холодная и снежная. Весна наступает относительно поздно, а лето приходит только к середине мая и оканчивается к концу сентября. Осень же затяжная, погода меняется постепенно. Основная масса осадков выпадает весной и осенью. Летом дожди редки. Зимой осадки обычно часто выпадают в виде снега. Средняя продолжительность снежного покрова составляет 45 дней (минимум 15 дней — максимум 75 дней).
Средняя температура января — +0,3 °C; июля — 23 °C. Среднегодовая температура — 12,1 °C. В среднем за год в Анкаре выпадает 402 мм осадков, которые приходятся приблизительно на 104 дождливых дней (зимой в основном в виде снега).
Температура выше +35 °C и ниже −15 °C бывают редко и кратковременно. 
Минимальная температура — −32,2 °C (16 января 1980 года), максимальная — +41,2 °C (30 июля 2000 года).
| Показатель                    | Янв.  | Фев.  | Март  | Апр. | Май  | Июнь | Июль | Авг. | Сен. | Окт. | Нояб. | Дек.  | Год   |
| ----------------------------- | ----- | ----- | ----- | ---- | ---- | ---- | ---- | ---- | ---- | ---- | ----- | ----- | ----- |
| Абсолютный максимум, °C       | 16,6  | 19,9  | 26,4  | 30,6 | 33,0 | 37,0 | 40,8 | 40,4 | 36,0 | 32,2 | 24,4  | 19,8  | 40,8  |
| Средний суточный максимум, °C | 4,3   | 6,7   | 11,9  | 17,2 | 22,2 | 26,6 | 30,2 | 30,2 | 26,0 | 19,6 | 12,3  | 6,1   | 17,8  |
| Средняя температура, °C       | 0,3   | 2,1   | 6,2   | 11,3 | 16,0 | 20,5 | 23,5 | 23,2 | 18,7 | 13,9 | 6,7   | 2,2   | 12,1  |
| Средний суточный минимум, °C  | −3,1  | −2    | 1,1   | 5,7  | 9,7  | 13,1 | 16,1 | 16,1 | 11,9 | 7,5  | 2,3   | −0,9  | 6,5   |
| Абсолютный минимум, °C        | −32,2 | −21,5 | −19,2 | −6,7 | −1,6 | 5,0  | 6,8  | 7,2  | 2,5  | −3,4 | −8,8  | −17,2 | −32,2 |
| Норма осадков, мм             | 39,2  | 33,6  | 36,1  | 50,0 | 49,7 | 35,1 | 16,0 | 12,4 | 18,9 | 32,5 | 36,0  | 42,6  | 402   |
| Источник: Dmi.gov.tr - Ankara |       |       |       |      |      |      |      |      |      |      |       |       |       |

## История

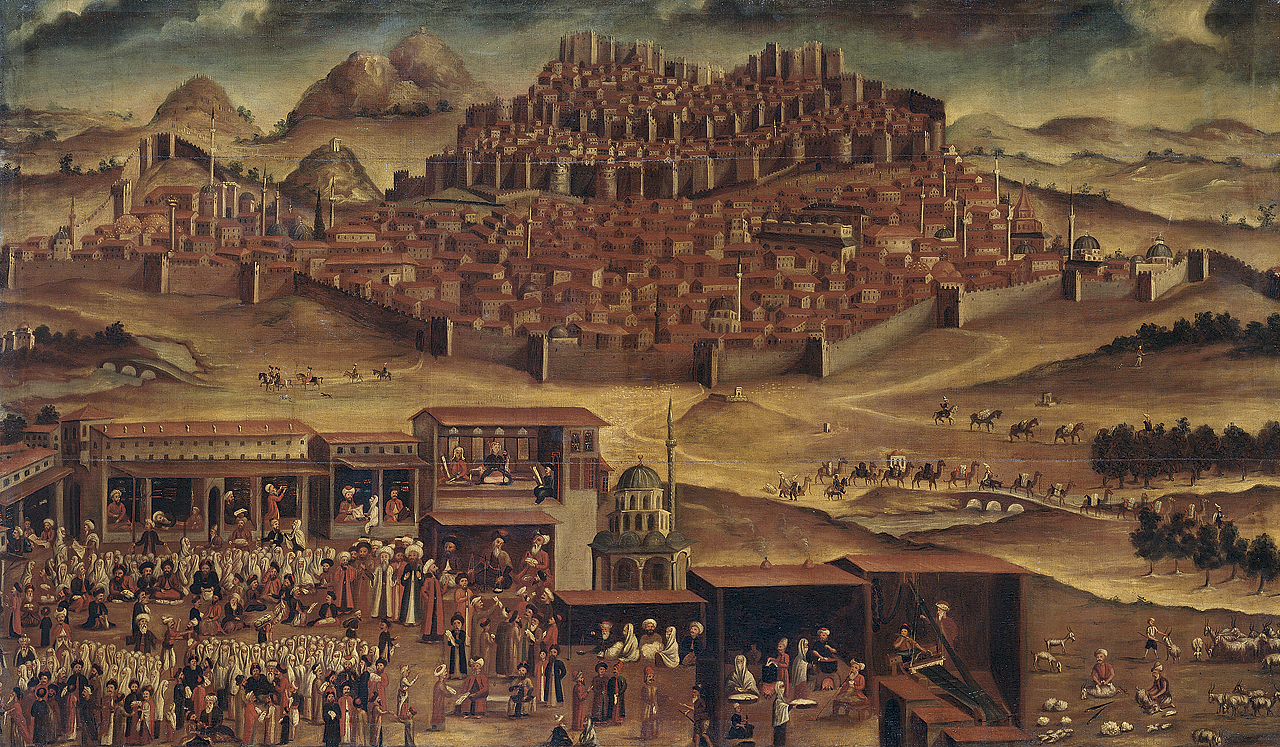
Анкара, картина XVIII века

Анкара — один из древнейших городов Малой Азии. Известен ещё с VII века до нашей эры под греческим именем А́нгора или А́нкира (Ἄγκυρα, «якорь»), расположенный на перекрёстке оживлённых торговых дорог, связывающих Европу и Азию. В поздневизантийский период в городе проживало большое количество состоятельных греческих семей.
В 1071 году, после поражения византийской армии в битве при Манцикерте, Анкара переходит под контроль сельджуков.
В 1098 году город штурмом отбили у турок рыцари-участники 1-го крестового похода, но после их ухода город вновь заняли турки.
В 1118 византийцы сумели временно вернуть контроль над Ангирой. После поражения от турок в битве при Мириокефале в 1176 году, а также после потери Котиея в 1182 году защита Ангиры стала для греков логистически невозможной. B 1183 году греки утратили город вновь, на этот раз навсегда. В конце XII века православие в городе быстро приходит в упадок.
В 1402 году вблизи Анкары между центральноазиатским эмиром Тимуром и турецким султаном Баязидом I произошла битва, вошедшая в историю как Ангорская битва. Армия султана была разгромлена, а он сам попал в плен к Тимуру. От этих событий пострадал и город, а также его окрестности, но во времена правления Мурада II город начал постепенно восстанавливаться и расти.
В 1912 году здесь проживали: турки — 32 692 чел., армяне — 12 019 чел., греки — 3 154 чел.
С конца 1919 года в городе находилась главная ставка вождя турецкого национально-освободительного движения Кемаля Ататюрка.
В апреле 1920 года в Анкаре собралось Великое национальное собрание Турции, на котором было образовано национальное правительство. Анкара оставалась провинциальным городом вплоть до 1922 года.
13 октября 1923 года Анкара была объявлена столицей.

## Население
Население города на 2024 год составило 5 290 822 человека.

Демографическая пирамида Анкары в 2022

| Мужчины | Женщины |

|  |  |

|  |  |

|  |  |

|  |  |

|  |  |

|  |  |

|  |  |

|  |  |

|  |  |

|  |  |

|  |  |

|  |  |

|  |  |

|  |  |

|  |  |

|  |  |

## Управление
Городские власти подчиняются провинциальной администрации, возглавляемой правительственным губернатором. Городом управляет избираемый Городской совет и ответственный перед ним мэр. Большая Анкара подразделяется на 17 муниципалитетов, 422 квартала (махалле) и 82 деревни.

## Экономика
Анкара — второй по значению экономический центр Турции (после Стамбула). Её развитие определяется удобным положением на транспортных путях, наличием значительного числа государственных служащих и студентов, промышленных объектов, банков и торговых компаний. Близость города к металлургической базе в Карабюке, каменноугольным разработкам в Зонгулдаке и крупным источникам сельскохозяйственного сырья обусловили развитие в нём и пригородах обрабатывающей промышленности. Чтобы преодолеть хаотическое размещение промышленных объектов в городе, в 1990 была организована первая промышленная зона, в которой сосредоточилось до 80 % индустрии Анкары.
Существуют промышленные зоны «Остим» и «Иведик», где концентрируются преимущественно средние и мелкие предприятия. Начаты работы по созданию 2,3 и 5 промышленных зон в районе Большой Анкары. В Промышленной палате Анкары зарегистрированы около 3000 предприятий. Всего же имеется примерно 53 тыс. промышленных объектов, на которых занято св. 380 тыс. человек, из них 19 % — в автомобильной и авторемонтной промышленности, 14 % — в электротехнической отрасли и 10 % — в пищевой промышленности. 45 тыс. человек числились официально безработными.
В турецкой столице преобладают мелкие и средние предприятия и фирмы. Из фабрик и заводов с числом занятых более 25 наиболее многочисленны занятые производством металлических изделий и оборудования, а также машиностроением. Они составляют до 40 % всех промышленных предприятий столицы и её окрестностей. Большую роль в этой отрасли играют военные заводы, прежде всего, организованные в рамках начатого в 1984 совместного турецко-американского аэрокосмического проекта, а также таких крупных компаний, как военно-промышленная «ФМС-Нуроль», электромашиностроительная «Аремсан», электрическая «Бариш», «Рокетсан», «Маркони» и др.
В пищевой промышленности распространены небольшие фирмы с 10—14 работниками. Имеются предприятия по производству сахара, молочных и мясных изделий, цветов, цементные предприятия, завод по изготовлению грузовиков. В Анкаре имеются также предприятия по изготовлению одежды, медицинских препаратов и оборудования и т. д. Быстро развиваются текстильная и мебельная промышленность.
Анкара — второй по значению финансово-кредитный центр Турции после Стамбула. В 2002 в столице работало ок. 600 отделений 3 государственных и 30 частных банков. Город играет также значительную роль в национальной торговле.

## Транспорт
Находясь в центре страны, Анкара связана прямым железнодорожным сообщением с важнейшими турецкими городами — Стамбулом, Измиром, Балыкесиром (на западе), Ыспартой и Бурдуром (на юго-западе), Зонгулдаком (на севере), Аданой (на юге), Диярбакыром (на востоке). Она находится на пересечении важных шоссе. Междугородние автобусы ходят в различные районы Турции, а через них — и за границу. Международное автотранспортное сообщение через Анкару осуществляется 3,3 тыс. автосредствами св. 100 компаний и 161 автобусом 110 фирм. Главный автовокзал, принимающий около 100 автобусов в сутки, расположен в Кызылае к западу от Анкары и связан автобусным сообщением с центром города. В 30 км к северу от столицы — международный аэропорт Эсенбога, обслуживающий также рейсы внутри Турции.
Городской общественный транспорт Анкары представлен автобусами, линией легкорельсового транспорта Ankaray, четырьмя линиями метро и канатной дорогой. Оператором городского общественного транспорта Анкары является компания EGO.

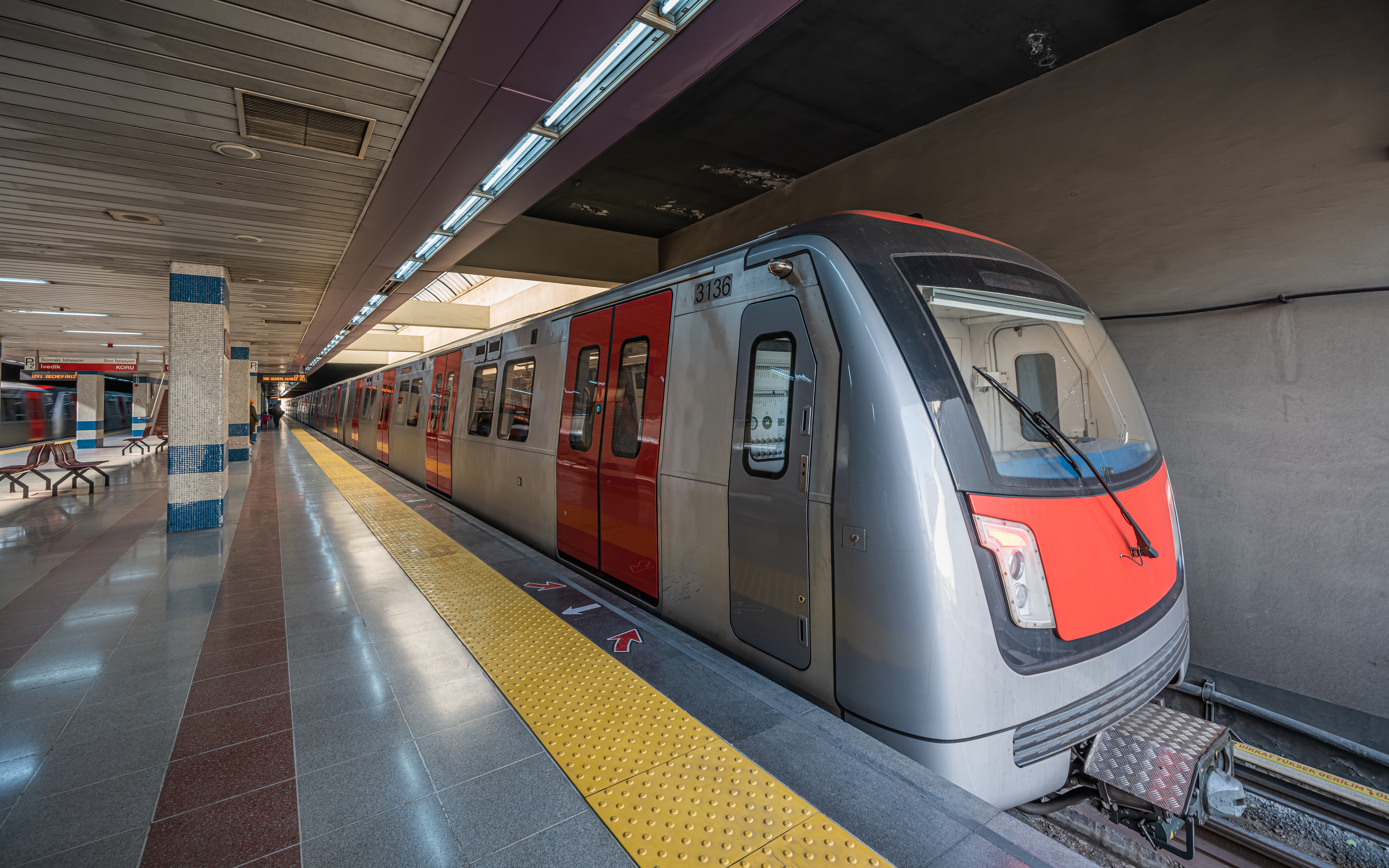
Метрополитен Анкары, станция Енимахалле
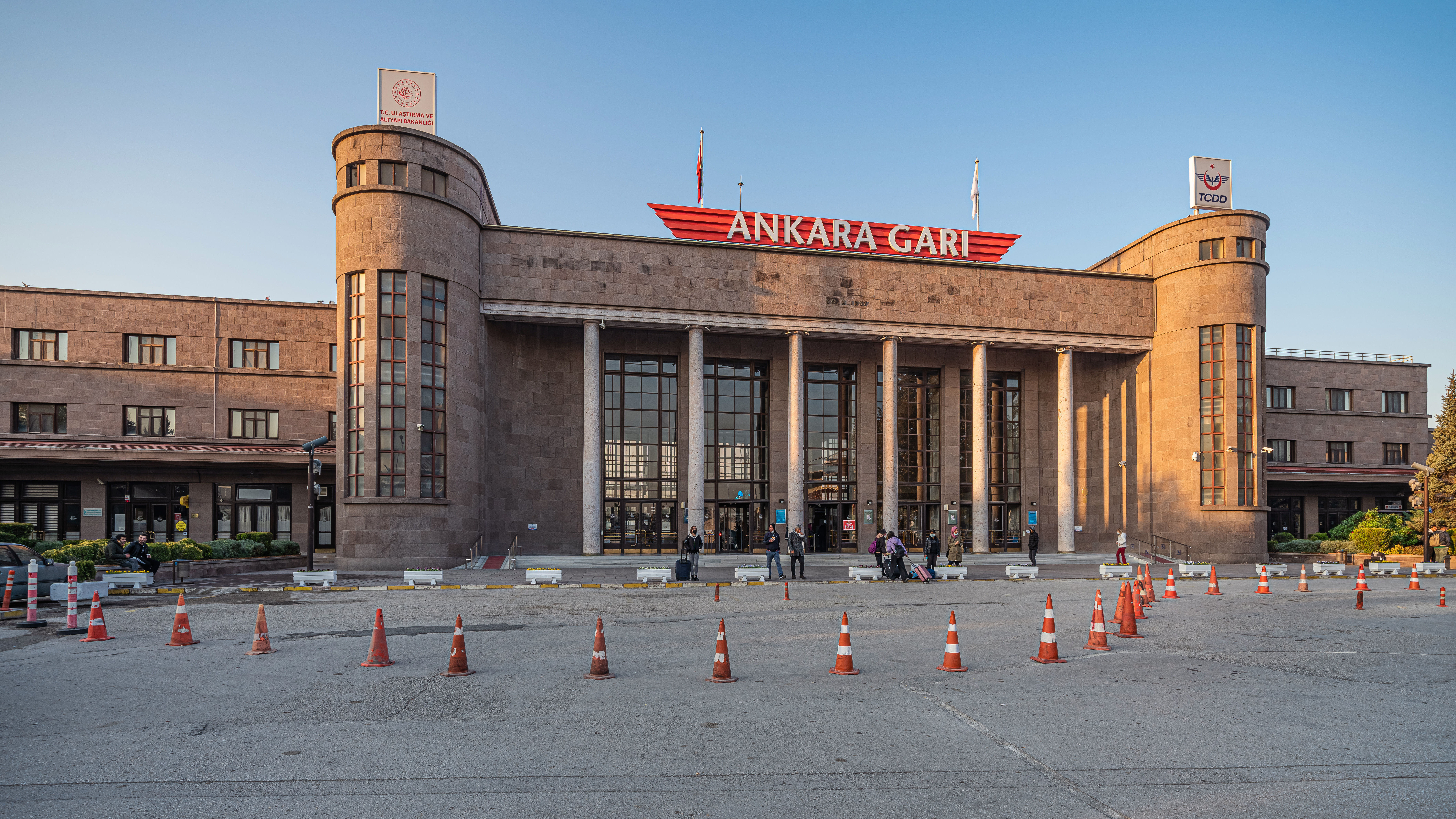
ЖД вокзал Анкары
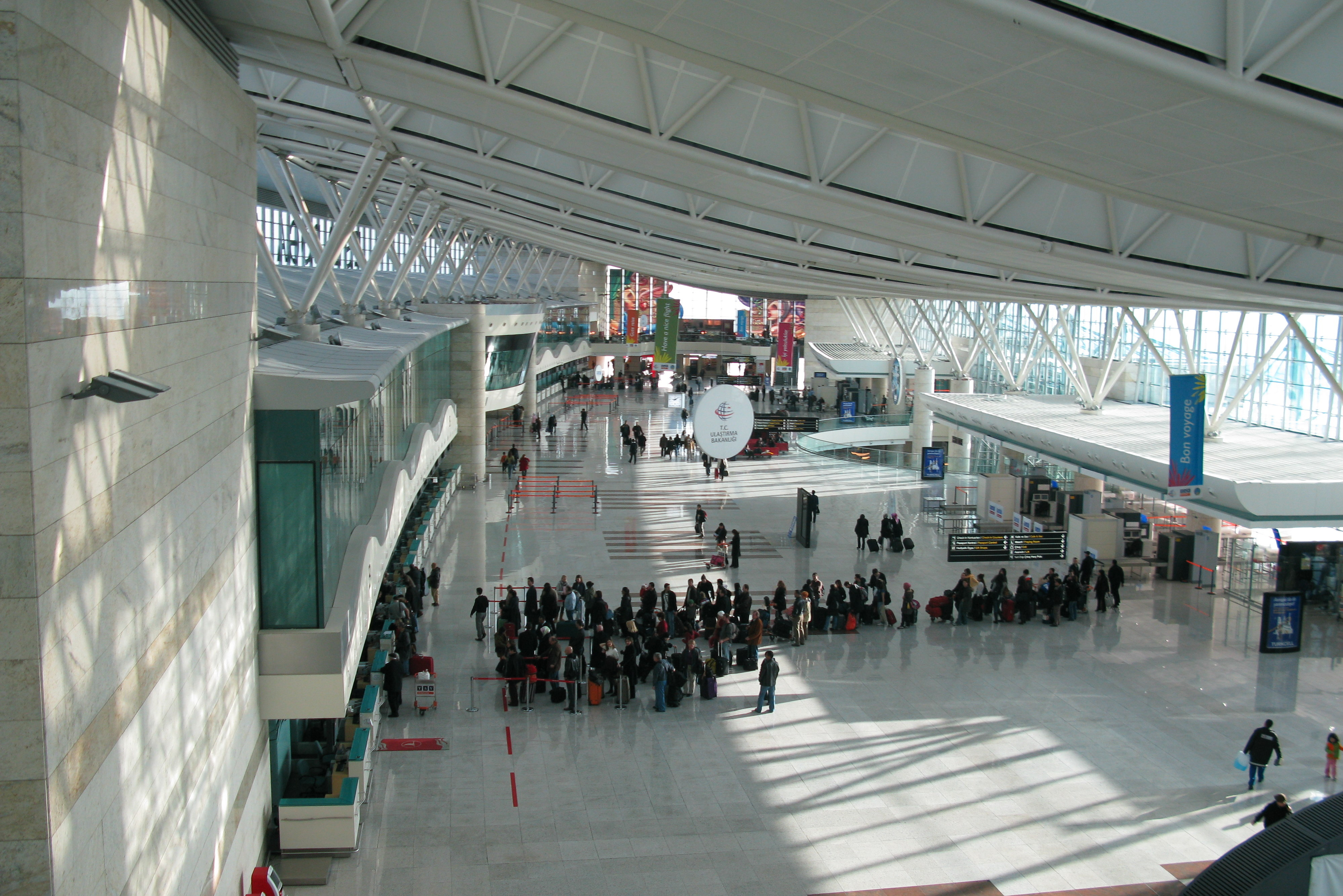
Международный аэропорт Эсенбога

## Образование и наука
В Анкаре работает сеть начальных, средних, лицейских и профессиональных школ, размещаются многие ведущие образовательные и научные учреждения, включая Анкарский университет (многопрофильный), Ближневосточный технический университет, медицинский университет Хаджеттепе (готовит врачей широкого профиля и средний медицинский персонал, инженеров и технологов медицинского оборудования и работников санитарно-эпидемиологической службы), педагогический университет Гази, университет Билкент и другие.
Научно-исследовательские центры сосредоточены в университетах. В составе Анкарского университета функционирует ряд постоянных научно-исследовательских институтов, в основном по изучению проблем языкознания, литературоведения, искусствоведения, философии, психологии, истории (Институт истории турецкой революции, Институт социальных исследований). В университет Хаджаттепе входят институты и лечебно-диагностические центры, в том числе экспериментальной и судебной медицины, физиологии, эмбриологии, педиатрии, ядерной физики и химии, хирургии, анестезиологии, онкологии, психиатрии, клинической патологии, фармакологии. Работают также Анкарский центр исследований, входящий в Общество атомных исследований Турции, Общество по культуре, лингвистике и истории, Государственный центр гидравлики и другие.

## Медицина
Лечебные учреждения в Турции размещены крайне неравномерно, около четверти больниц и поликлиник находится в Анкаре, Стамбуле и Измире. Среди больниц преобладают лечебницы общего типа. В турецкой столице работают ок. 900 аптек. Благодаря наличию специалистов, лечебной и научно-исследовательской базе, университет Хаджеттепе готовит медицинский персонал высшей квалификации. Здесь же функционируют клинические лаборатории и научно-диагностические центры.
Анкарская билькентская городская больница располагает 3704 койко-местами и является крупнейшей в стране, в Европе и третьей по размеру в мире (на 2019 год).

## Культура
В Анкаре есть несколько десятков музеев. Наиболее известный из них — Музей анатолийских цивилизаций, в котором хранятся фрески из неолитического города Чатал-Хююк, хеттские скульптуры, предметы быта хеттов, фригийцев, ассирийцев и урартцев, находки из Гордиона и др. Среди них — изделия из золота, серебра и бронзы, уникальная коллекция монет. В этнографическом музее (1930) собраны образцы турецкого искусства, начиная с эпохи Сельджуков и до настоящего времени. Музей создан на остатках фригийской столицы Гордион. Новейшей истории Турции посвящены экспозиции мавзолея «Аныткабир», музеев войны за независимость (первое здание парламента), Республики (второе здание парламента), республиканской революции, штаб-квартиры турецкой армии в 1920—1922, нескольких домов-музеев Ататюрка. Из специализированных музеев следует отметить музей живописи и скульптуры, промышленный, железнодорожный, естественной истории, метеорологической службы, образования, игрушки, аэрокосмический, военной картографии, спорта, почтовых марок, университетские музеи, мемориальные музеи и др.
В турецкой столице размещена богатая Национальная библиотека. Библиотеки есть у университетов и музеев. Всего в Анкаре и провинции имеются 43 публичных, передвижная и детская библиотеки, 418 издательств, 32 кинотеатра, 8 государственных (включая Большой, Малый и Камерный) и 21 частный театр, известный филармонический оркестр, балетные, танцевальные, оперные и художественные коллективы.
Музеи
- Государственный музей изобразительного искусства и скульптуры
- Музей анатолийских цивилизаций
- Этнографический музей

Симфонические оркестры
- Президентский симфонический оркестр
- Билькентский симфонический оркестр

## Туризм
Здесь находится мавзолей, усыпальница основателя и первого президента Турецкой республики Мустафы Кемаль Ататюрка «Аныткабир». Анкару посещают сотни тысяч туристов из других районов Турции и из-за границы. В 2002 только через международный аэропорт в город прибыли ок. 500 тыс. граждан Турции и св. 210 тыс. иностранцев. Для посетителей представляют интерес памятники истории Анкары, руины Гордиона, многочисленные музеи города. В 2001 только Гордион и римские термы осмотрели 52 тыс. человек. Всего в Анкаре насчитывается 250 гостиниц и других помещений для проживания гостей, рассчитанных на 22 тыс. человек, 2045 мест для питания и отдыха на 109 тыс. человек.
Одним из популярных и широкоизвестных туристических объектов является телевизионная башня Атакуле, на которой оборудованы рестораны и смотровые площадки.

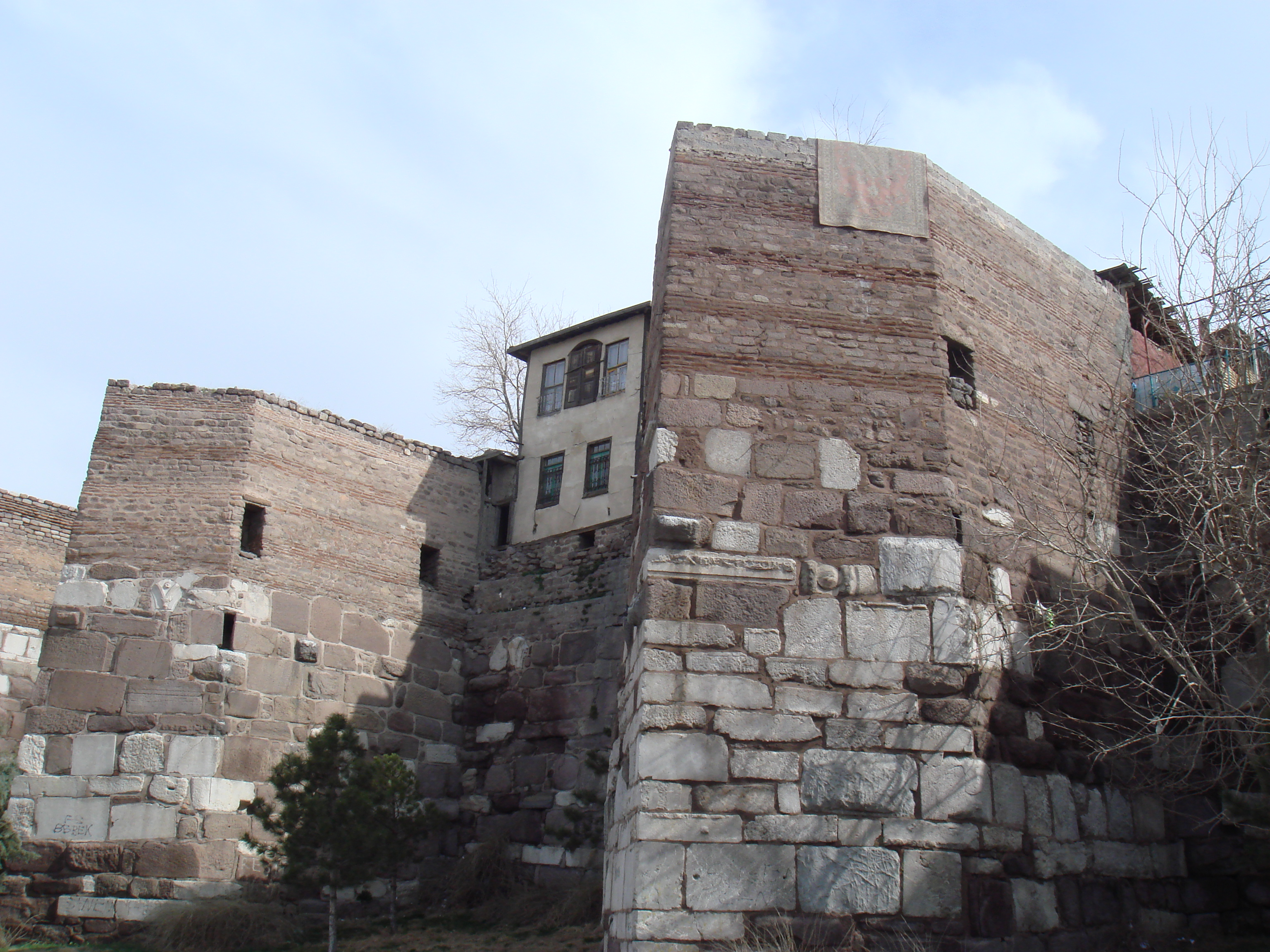
Жилой дом внутри древней крепости
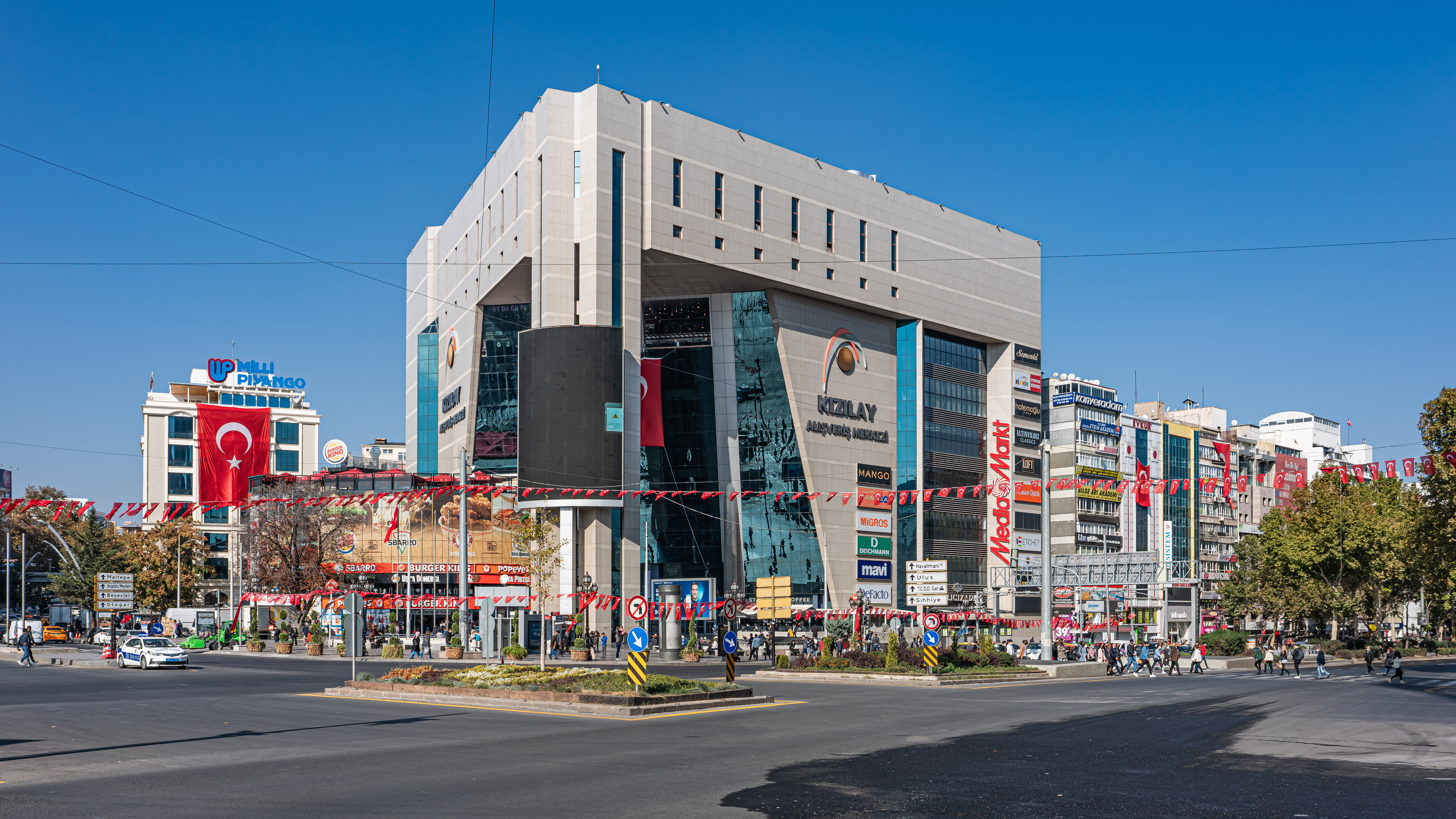
Площадь Кызылай
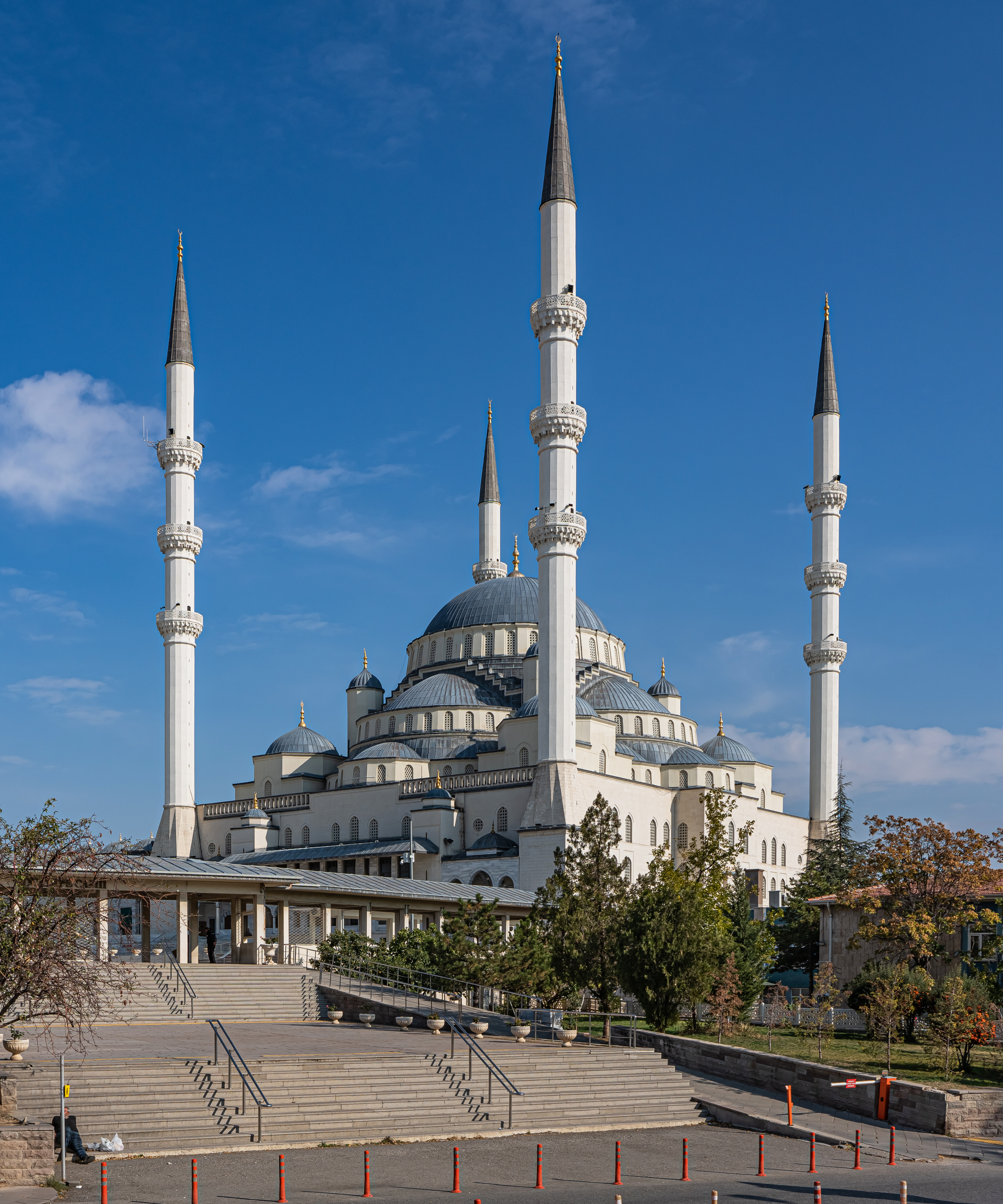
Мечеть Коджатепе
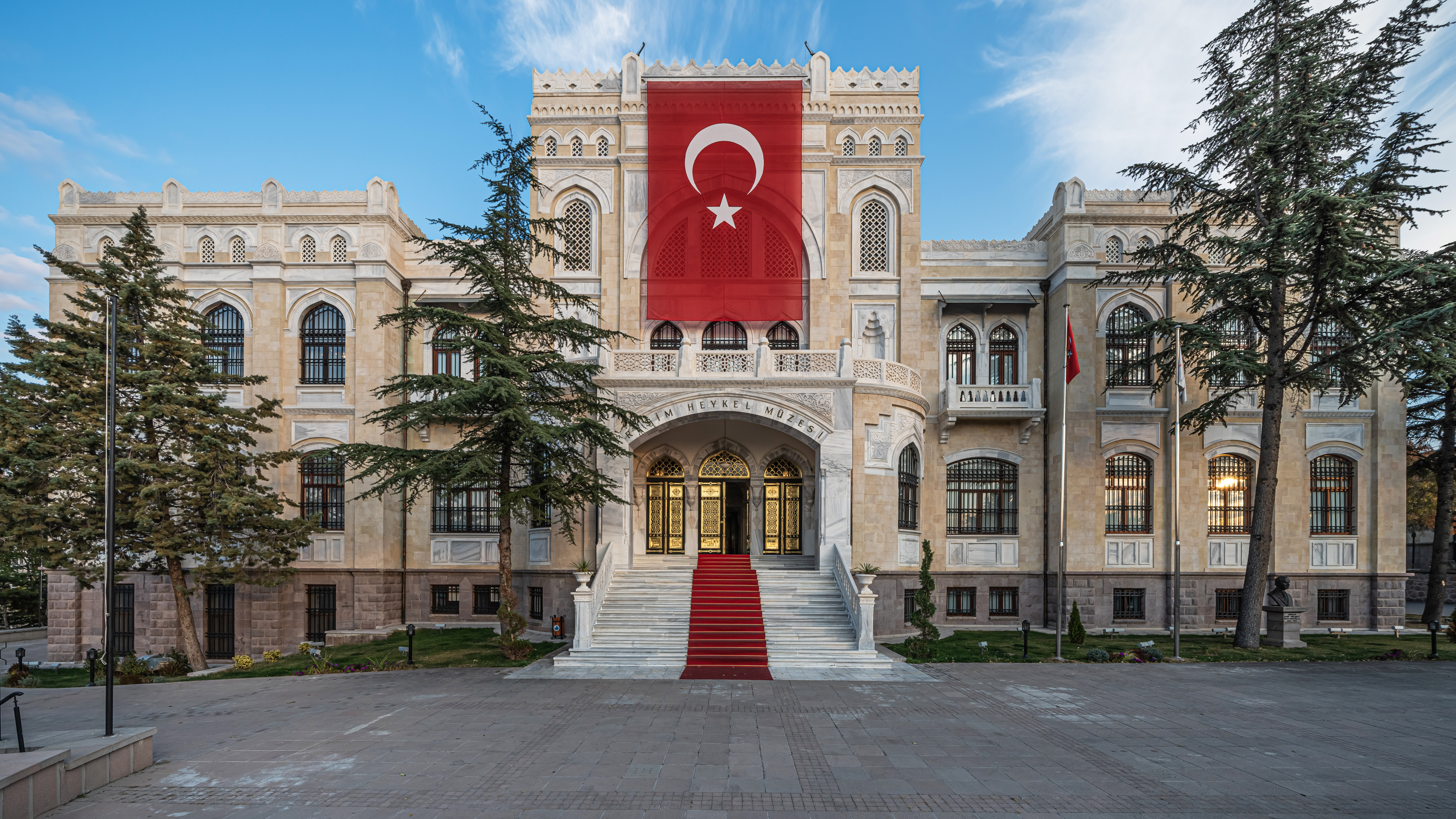
Государственный музей изобразительного искусства и скульптуры
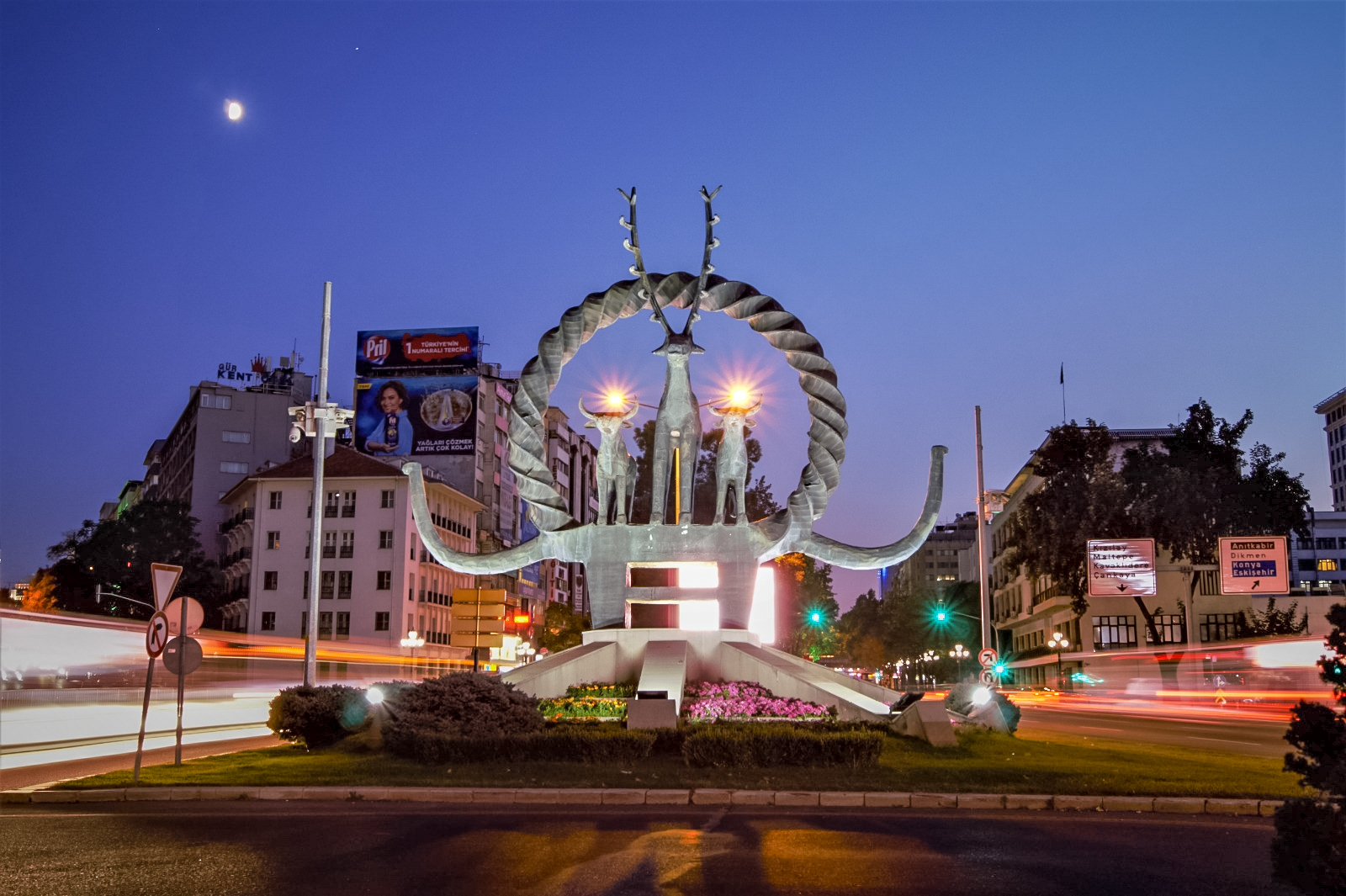
Памятник древним цивилизациям Анатолии

## Средства массовой информации
В Анкаре выходят турецкие газеты «Джумхуриет», «Миллиет», «Хюрриет», «Радикал», «Газете Анкара», «Гюнеш» и др., «Дейли ньюс» (на англ. яз.), работает Анкарское информационное агентство (АНКА). Вещают радиостанции и 13 каналов телевидения.

## Спорт
В турецкой столице развиты футбол (старейший клуб «Анкарагюджю», и клубы «Анкараспор» и «Генчлербирлиги»), борьба, волейбол (клуб «Ерманбанк»), горнолыжный спорт, водные виды спорта (бассейны «Сакарья», «Кызылирмак»). Крупнейший стадион в Анкаре — «19 мая».

## Известные уроженцы Анкары
- См. Категория:Родившиеся в Анкаре

## Города-побратимы
- Аддис-Абеба, Эфиопия (2006)[35]
- Астана, Казахстан (2001)[35]
- Ашхабад, Туркменистан (1994)[35]*
- Бишкек, Кыргызстан (1992)[35]
- Будапешт, Венгрия (1992)[35]
- Бухарест, Румыния (1998)[35]
- Вашингтон, США (2011)[36]
- Гавана, Куба (1993)[35]
- Дипкарпаз, Турецкая Республика Северного Кипра/Республика Кипр (1986)[35]
- Душанбе, Таджикистан (11 декабря 2003)[35][37]
- Загреб, Хорватия (2008)[35]
- Исламабад, Пакистан (1982)[35]
- Кабул, Афганистан (2003)[35]
- Казань, Россия (2005)[35]
- Каир, Египет (2004)[35]
- Киев, Украина (1993)[35]
- Киншаса, Демократическая Республика Конго (2005)[35]
- Кишинёв, Молдова (2004)[35]
- Куала-Лумпур, Малайзия (1984)[35]
- Манама, Бахрейн (2000)[35]
- Минск, Беларусь (2007)[35]
- Могадишо, Сомали (2000)[35]
- Москва, Россия (1992)[35]
- Никосия, Турецкая Республика Северного Кипра/Республика Кипр (1989)[35]
- Пекин, Китай (20 июня 1990)[35]
- Приштина, Косово/Сербия (2005)[35]
- Дамаск, Сирия (2004)[35]
- Сана, Йемен (2004)[35]
- Сантьяго, Чили (2000)[35]
- Сараево, Босния и Герцеговина (1994)[35]
- Сеул, Республика Корея (1971)[35]
- Скопье, Северная Македония (1995)[35]
- София, Болгария (1992)[35]
- Ташкент, Узбекистан (2004)[35]
- Тбилиси, Грузия (1996)[35]
- Тирана, Албания (1995)[35]
- Улан-Батор, Монголия (2003)[35]
- Уфа, Россия (1997)[35]
- Ханой, Вьетнам (1998)[35]
- Харьков, Украина (2013)[35]
- Хартум, Судан (1992)[35]
- Эль-Кувейт, Кувейт (1994)[35]